# Ephialtias velutinum
Ephialtias velutinum là một loài bướm đêm thuộc họ Notodontidae. Nó được tìm thấy ở upper Amazonia (Manaus westward to Peru và Ecuador).